# Psalter-getijdenboek

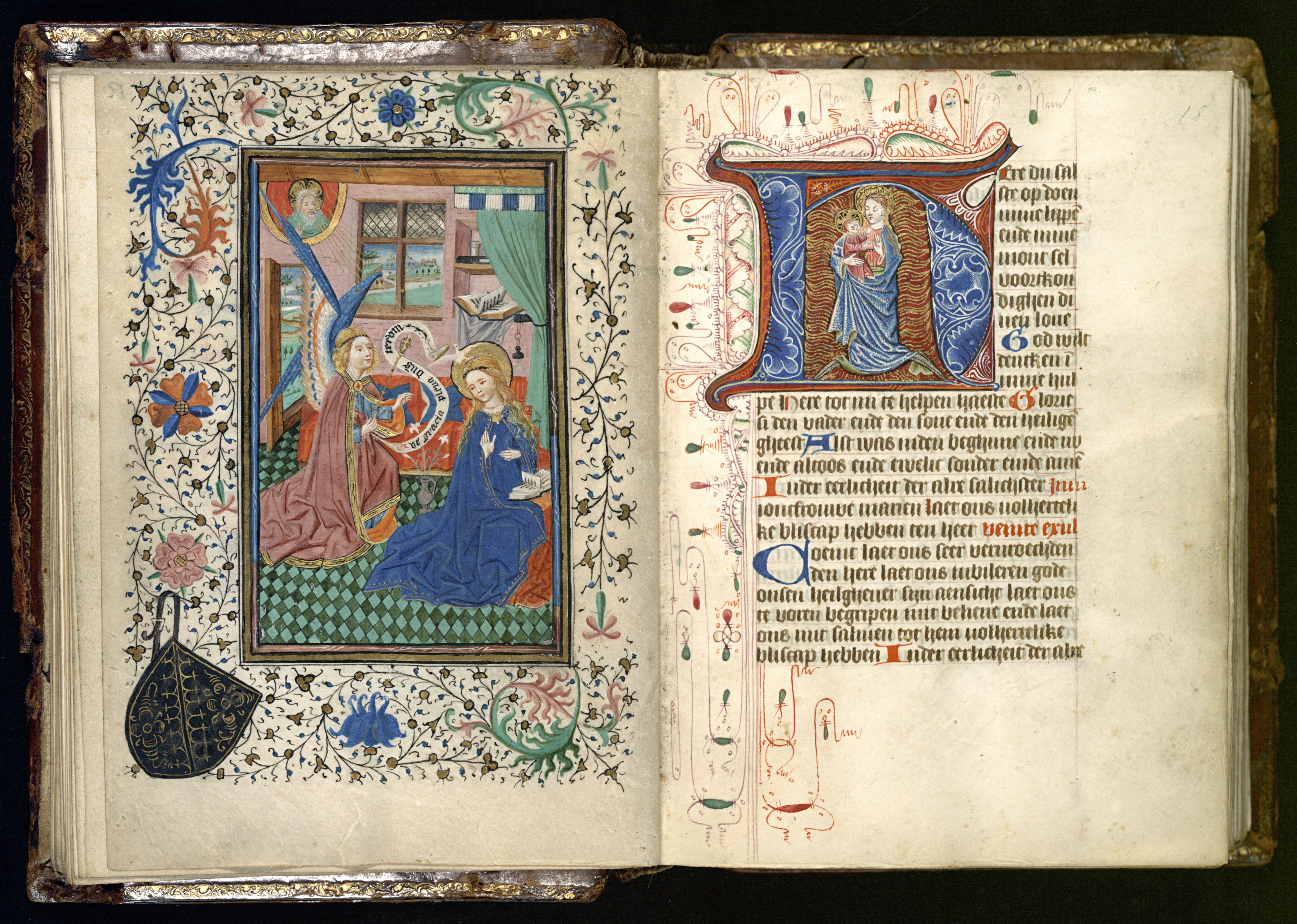
Bout psalter-getijden f17v & f18r

Het Psalter-Getijdenboek was een boek dat gebruikt werd bij de lekendevotie in de middeleeuwen. Het was voornamelijk in gebruik tussen het einde van de elfde en het begin van de veertiende eeuw.

## Geschiedenis
Het boek voor lekendevotie bij uitstek vanaf de veertiende eeuw was het getijdenboek. Voor de elfde eeuw werd naast het evangelie, alleen het psalter gebruikt door de leken. Men ging al vrij vroeg allerlei gebeden toevoegen aan het originele bijbelboek, aanvankelijk hymnen en kantieken, de Geloofsbelijdenis van de apostelen en de Geloofsbelijdenis van Athanasius, evangelieteksten, het Onzevader, de litanie van alle heiligen, en gebeden voor de doden. In oude psalters zoals het Dagulf-psalter (achtste eeuw), het Utrechts Psalter en het Psalter van Lodewijk de Duitser (allebei uit de negende eeuw) zijn dergelijke toevoegingen al aanwezig. Zeer vroege psalters zoals het 'Psalter van Germain van Parijs' (zesde eeuw) hadden geen toegevoegde teksten.
De vroege psalters bevatten geen kalender, die was ook totaal overbodig bij het gebruik van het boek, het reciteren van de psalmen was niet aan feestdagen van heiligen gebonden. Tabellen voor de berekening van de paasdatum vinden we al in psalters uit de elfde eeuw, bijvoorbeeld in het Tiberius Psalter (derde kwart 11e eeuw). Volledige heiligenkalenders duiken op vanaf de 12e eeuw zoals in het psalter van Melisende van Jeruzalem (ca. 1135). In dit boek vinden we vooraan, zoals in het Tiberius psalter, ook een reeks van miniaturen die scènes uit het Nieuwe Testament illustreren. Aan het einde zijn suffragia met negen heiligen opgenomen, een sectie die later in de getijdenboeken quasi standaard werd. Dit psalter bevat ook een dodenofficie. Er zijn natuurlijk uitzonderingen, een psalter uit de eerste helft van de elfde eeuw, bewaard in de Médiathèque de Cambrai als ms 54, bevatte reeds een volledige kalender.
Na het kalender, tegen het einde van de twaalfde eeuw, is het de beurt aan het ‘Kleine Officie van Onze Lieve Vrouw’, overgenomen uit het brevier. Het wordt meer en meer opgenomen in de psalters bestemd voor lekendevotie. Het Mariagetijde wordt snel gevolgd door de getijden van de Heilige Geest en de getijden van het Heilig Kruis. Zo ontstond omstreeks het einde van de twaalfde eeuw het psalter-getijdenboek. Het gedeelte 'getijdenboek' won vanaf de dertiende eeuw langzamerhand aan belang en werd uiteindelijk gescheiden van het psalter. Tot de oudste getijdenboeken die bewaard zijn gebleven rekent men het 'getijdenboek van de Morgan Library MS M. 739' van ca. 1204-1219, gemaakt voor leden van de Andechs-Meranien familie in Bamberg en de 'De Brailes Hours' van ca. 1240 bewaard in de British Library als Add MS 49999. Een ander betrekkelijk vroeg getijdenboek is het 'Getijdenboek van Marie', gemaakt in 1270. In de veertiende eeuw was het psalter-getijdenboek voorbijgestreefd als boek voor de lekendevotie. De meeste exemplaren die daarna nog werden gemaakt waren bestemd voor Engeland (gebruik van Sarum). Ook in Nederland dook er een exemplaar op dat in het midden van de vijftiende eeuw besteld werd door de Amsterdamse familie Bout. Dit manuscript werd geschreven in het vernaculair.

## Voorbeelden
Enkele bekende exemplaren van psalter-getijdenboeken zijn:
- Psalter-getijdenboek van Ghuiluys de Boisleux, Arras na 1246, Pierpont Morgan Library, M730.[5]
- Psalter-getijdenboek van Isabella van Frankrijk, 1265-1270, The Fitzwilliam Museum, Cambridge, MS 300.[6]
- Psalter-getijdenboek van Yolande van Soissons, 1280-1299, New York, Pierpont Morgan Library, M729.[7]
- Psalter-getijdenboek van Johanna van Vlaanderen, 1288-1305, Manchester, John Rylands Library, MS lat. 117
- Mostyn psalter-Getijdenboek, eind 13e eeuw, Londen, British Library, Add MS 89250.[8]
- Psalter-getijdenboek van Broeder Guimier, Vlaanderen, laatste kwart 13e eeuw, Walters Ms. W.47.[9]
- Psalter-getijdenboek van Joffroy d’Aspremont, 1290-1302, Londen, Bodleian Library, Oxford (MS. Douce 118), National Gallery of Victoria, Rares 096 R66.[10]
- Howard psalter-getijdenboek, 1310-1320, Londen, British Library, Arundel 83 I. & II.[11]
- Psalter-getijdeboek gekend als het ‘psalter van Gilbert de Sainte-Aldegonde’, Vlaanderen ca. 1326, Bibliothèque de l’Agglomération du Pays de Saint-Omer, Ms. 270.[12]
- Psalter-getijdenboek van de hertog van Bedford, 1414-1422, Londen, British Library, Additional 42131.[13]
- Pembroke psalter-getijdenboek, Brugge, 1465-1470 (voor gebruik in Engeland), Philadelphia Museum of Art, Philip collection 1945-65-2.[14]